# Paul Clement
Paul Clement (Wandsworth, 8 gennaio 1972) è un allenatore di calcio ed ex calciatore inglese, di ruolo centrocampista.
Il suo nome è strettamente legato a quello di Carlo Ancelotti, di cui è stato assistente in vari club dal 2009 a oggi.

## Biografia
È figlio del noto calciatore Dave Clement e fratello maggiore di Neil, anch'egli calciatore.

## Carriera
Appesi gli scarpini al chiodo, nel 1996 entra nello staff del Chelsea. Nel 1999 passa sulla panchina del Fulham a livello giovanile. Nel corso dell'esperienza al Fulham ha collaborato alle spalle di Don Givens, tecnico dell'Under-21 irlandese.
Il 4 giugno 2007 torna al Chelsea in qualità di allenatore dell'Under-16. L'11 dicembre 2008 passa alla guida delle riserve in sostituzione di Brendan Rodgers. Nel 2009 viene promosso in prima squadra nel ruolo di vice allenatore, alle spalle di Guus Hiddink prima, e Carlo Ancelotti in seguito.
Il 14 ottobre 2011 viene nominato vice allenatore di Steve Kean al Blackburn. Il 6 gennaio 2012 si dimette dall'incarico per raggiungere Ancelotti al Paris Saint-Germain. Il 21 giugno 2013 lascia il club parigino in concomitanza al tecnico italiano.
Il 26 giugno il suo nome appare nella lista dei membri dello staff che lavoreranno insieme con Carlo Ancelotti nel corso della sua esperienza al Real Madrid. Il 29 maggio 2015, in seguito all'esonero del tecnico italiano, lascia l'incarico.
Il 1º giugno sostituisce Steve McClaren sulla panchina del Derby County, sottoscrivendo un contratto di tre anni. L'8 febbraio 2016 dopo sette partite senza vittorie viene sollevato dall'incarico.
Il 21 giugno viene annunciato il suo ingresso nello staff tecnico del Bayern Monaco nel ruolo di vice-allenatore alle spalle di Ancelotti.
Il 3 gennaio 2017 passa ufficialmente allo Swansea City in veste di primo allenatore, sostituendo Francesco Guidolin. Sarà poi esonerato il 20 dicembre 2017, lasciando la squadra in fondo alla classifica a quattro punti dalla zona salvezza.
Dopo che il 21 marzo 2018 Jaap Stam lascia il Reading militante nella Championship, con un accordo consensuale, due giorni dopo Clement fu annunciato come nuovo tecnico con tre anni di contratto. Finisce la stagione al ventesimo posto e raggiunge una salvezza sofferta. La stagione successiva parte male finché il 6 dicembre 2018 viene esonerato dopo un periodo di scarsi risultati che relegano il team in zona retrocessione.
Nel 2020-2021 allena il Cercle Bruges fino all'esonero del 3 febbraio 2021.
Il 31 gennaio 2022 entra nello staff di Frank Lampard all'Everton.

## Statistiche da allenatore

### Club
Statistiche aggiornate al 3 febbraio 2021.
| Stagione            | Squadra             | Campionato          | Campionato | Campionato | Campionato | Campionato | Coppe nazionali | Coppe nazionali | Coppe nazionali | Coppe nazionali | Coppe nazionali | Coppe continentali | Coppe continentali | Coppe continentali | Coppe continentali | Coppe continentali | Altre coppe | Altre coppe | Altre coppe | Altre coppe | Altre coppe | Totale | Totale | Totale | Totale | Vittorie % | Piazzamento |
| Stagione            | Squadra             | Comp                | G          | V          | N          | P          | Comp            | G               | V               | N               | P               | Comp               | G                  | V                  | N                  | P                  | Comp        | G           | V           | N           | P           | G      | V      | N      | P      | %          | Piazzamento |
| ------------------- | ------------------- | ------------------- | ---------- | ---------- | ---------- | ---------- | --------------- | --------------- | --------------- | --------------- | --------------- | ------------------ | ------------------ | ------------------ | ------------------ | ------------------ | ----------- | ----------- | ----------- | ----------- | ----------- | ------ | ------ | ------ | ------ | ---------- | ----------- |
| 2015-feb. 2016      | Derby County        | FLC                 | 30         | 13         | 12         | 5          | FACup+CdL       | 2+1             | 1+0             | 0+0             | 1+1             | -                  | -                  | -                  | -                  | -                  | -           | -           | -           | -           | -           | 33     | 14     | 12     | 7      | 42,42      | Eson.       |
| gen.-giu. 2017      | Swansea City        | PL                  | 18         | 8          | 2          | 8          | FACup+CdL       | 1+0             | 0+0             | 0+0             | 1+0             | -                  | -                  | -                  | -                  | -                  | -           | -           | -           | -           | -           | 19     | 8      | 2      | 9      | 42,11      | Sub., 15º   |
| ago.-dic. 2017      | Swansea City        | PL                  | 18         | 3          | 3          | 12         | FACup+CdL       | 0+3             | 0+2             | 0+0             | 0+1             | -                  | -                  | -                  | -                  | -                  | -           | -           | -           | -           | -           | 21     | 5      | 3      | 13     | 23,81      | Eson.       |
| Totale Swansea City | Totale Swansea City | Totale Swansea City | 36         | 11         | 5          | 20         |                 | 4               | 2               | 0               | 2               |                    |                    |                    |                    |                    |             |             |             |             |             | 40     | 13     | 5      | 22     | 32,50      |             |
| mar.-mag. 2018      | Reading             | FLC                 | 8          | 2          | 2          | 4          | FACup+CdL       | -               | -               | -               | -               | -                  | -                  | -                  | -                  |                    | -           | -           | -           | -           | -           | 8      | 2      | 2      | 4      | 25,00      | Sub., 20º   |
| ago.-dic. 2018      | Reading             | FLC                 | 20         | 4          | 6          | 10         | FACup+CdL       | 0+2             | 0+1             | 0+0             | 0+1             | -                  | -                  | -                  | -                  | -                  | -           | -           | -           | -           | -           | 22     | 5      | 6      | 11     | 22,73      | Eson.       |
| Totale Reading      | Totale Reading      | Totale Reading      | 28         | 6          | 8          | 14         |                 | 2               | 1               | 0               | 1               |                    |                    |                    |                    |                    |             |             |             |             |             | 30     | 7      | 8      | 15     | 23,33      |             |
| 2020-feb. 2021      | Cercle Bruges       | D1                  | 25         | 7          | 1          | 17         | CB              | -               | -               | -               | -               | -                  | -                  | -                  | -                  | -                  | -           | -           | -           | -           | -           | 25     | 7      | 1      | 17     | 28,00      | Eson.       |
| Totale carriera     | Totale carriera     | Totale carriera     | 119        | 37         | 26         | 56         |                 | 9               | 4               | 0               | 5               |                    |                    |                    |                    |                    |             |             |             |             |             | 128    | 41     | 26     | 61     | 32,03      |             |